# Ixtoc I
Ixtoc I war eine im Auftrag der mexikanischen Erdölgesellschaft PEMEX im südlichen Golf von Mexiko in der Bucht von Campeche niedergebrachte Explorationsbohrung. Das Bohrunternehmen hatte am 3. Juni 1979 einen schweren Unfall und löste damit die bis dahin größte Ölpest überhaupt aus; größer waren die spätere Ölpest am Persischen Golf von 1990/1991 und die Ölpest von 2010 durch die Explosion der Explorations-Ölbohrplattform Deepwater Horizon. Über neun Monate lang trat unkontrolliert Rohöl aus, bis das Bohrloch am 23. März 1980 geschlossen werden konnte.

## Das Unglück

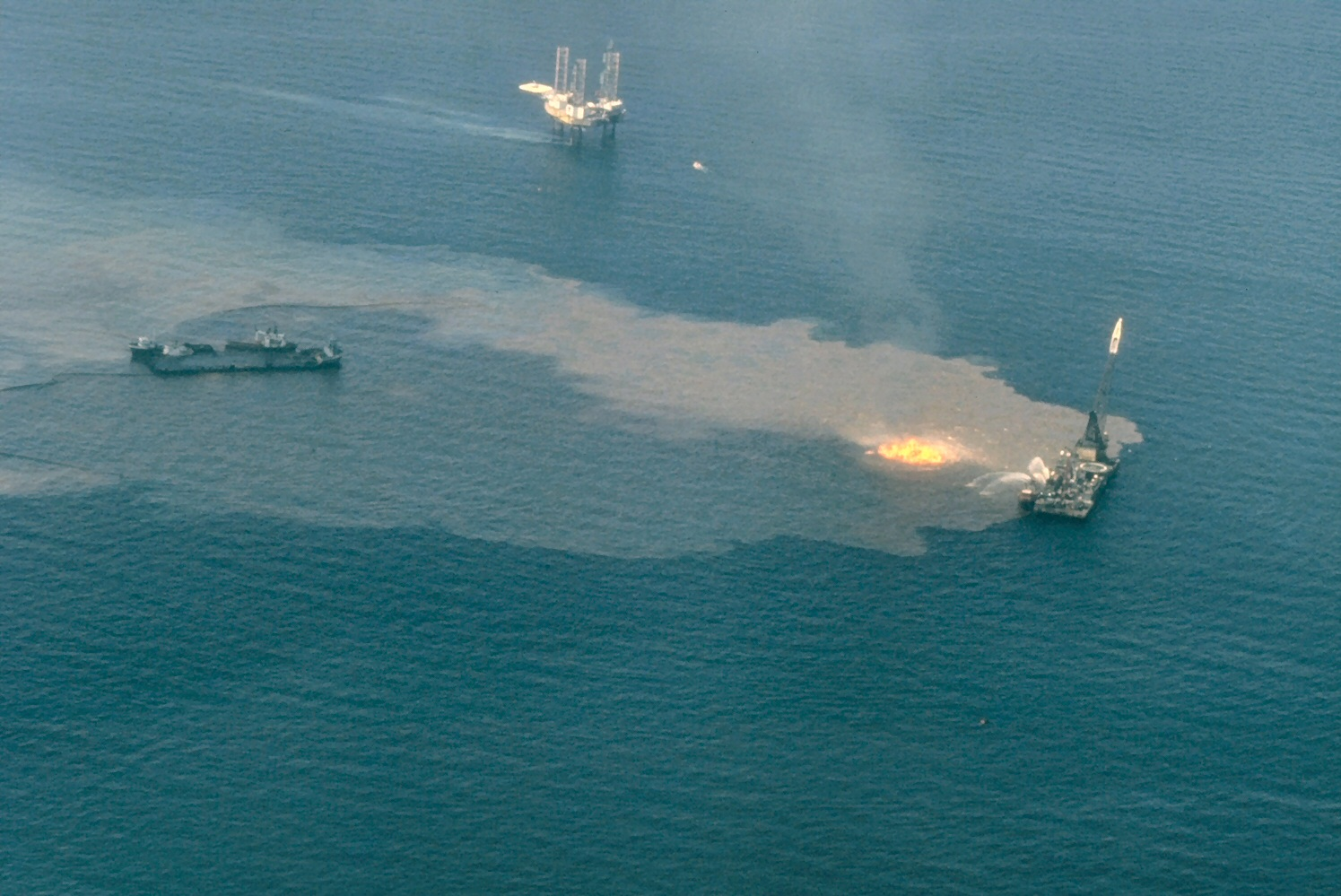
Die Unfallstelle an der Ölquelle Ixtoc I

Die bei der Bohrung in 50 Metern Wassertiefe eingesetzte Ölbohrplattform Sedco 135 wurde von der Schlumberger-Tochter Sedco betrieben, die später in Transocean, dem Betreiber der 2010 havarierten Bohrplattform Deepwater Horizon, aufging. Bei einer Tiefe von rund 3000 Metern versagte die Bohrspülung. Der aus dem hohen spezifischen Gewicht der Spülflüssigkeit resultierende erhöhte hydrostatische Druck verhindert im Normalbetrieb das Eindringen von ebenfalls unter hohem Druck stehenden Fluiden aus dem Gestein in das Bohrloch. Aus dem Bohrloch Ixtoc I traten nun unkontrolliert Gas und Rohöl aus (sog. Blowout), die sich entzündeten und am 3. Juni 1979 die Ölplattform zerstörten.

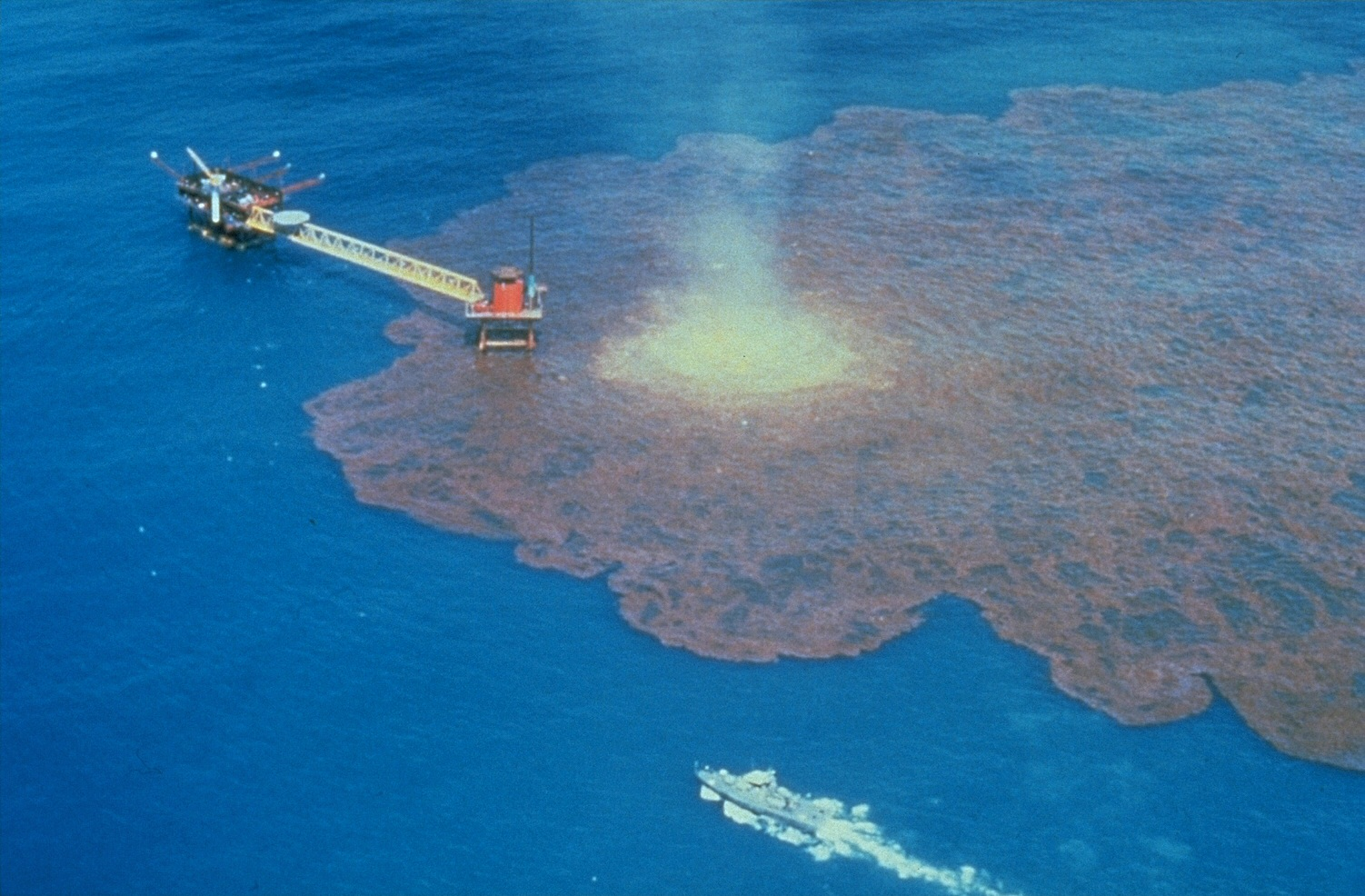
Ölteppich um die Austrittsstelle

Im Gegensatz zu Tankerunglücken gelangte das Öl nicht binnen kurzer Zeit, sondern über einen Zeitraum von rund zehn Monaten hinweg ins offene Meer. Am Anfang traten rund 30.000 Barrel am Tag aus, nach ersten Reparaturen waren es im Juli noch rund 20.000 Barrel pro Tag und nach umfangreicher Versiegelung des Bohrloches am Anfang August immerhin noch rund 10.000 Barrel täglich. Der Ölaustritt konnte nach zwei Entlastungsbohrungen schließlich nach 294 Tagen am 23. März 1980 gestoppt werden. Die Schätzungen für die Gesamtmenge ausgetretenen Rohöls betragen 440.000 bis 1.400.000 Tonnen.

### Ölbekämpfung

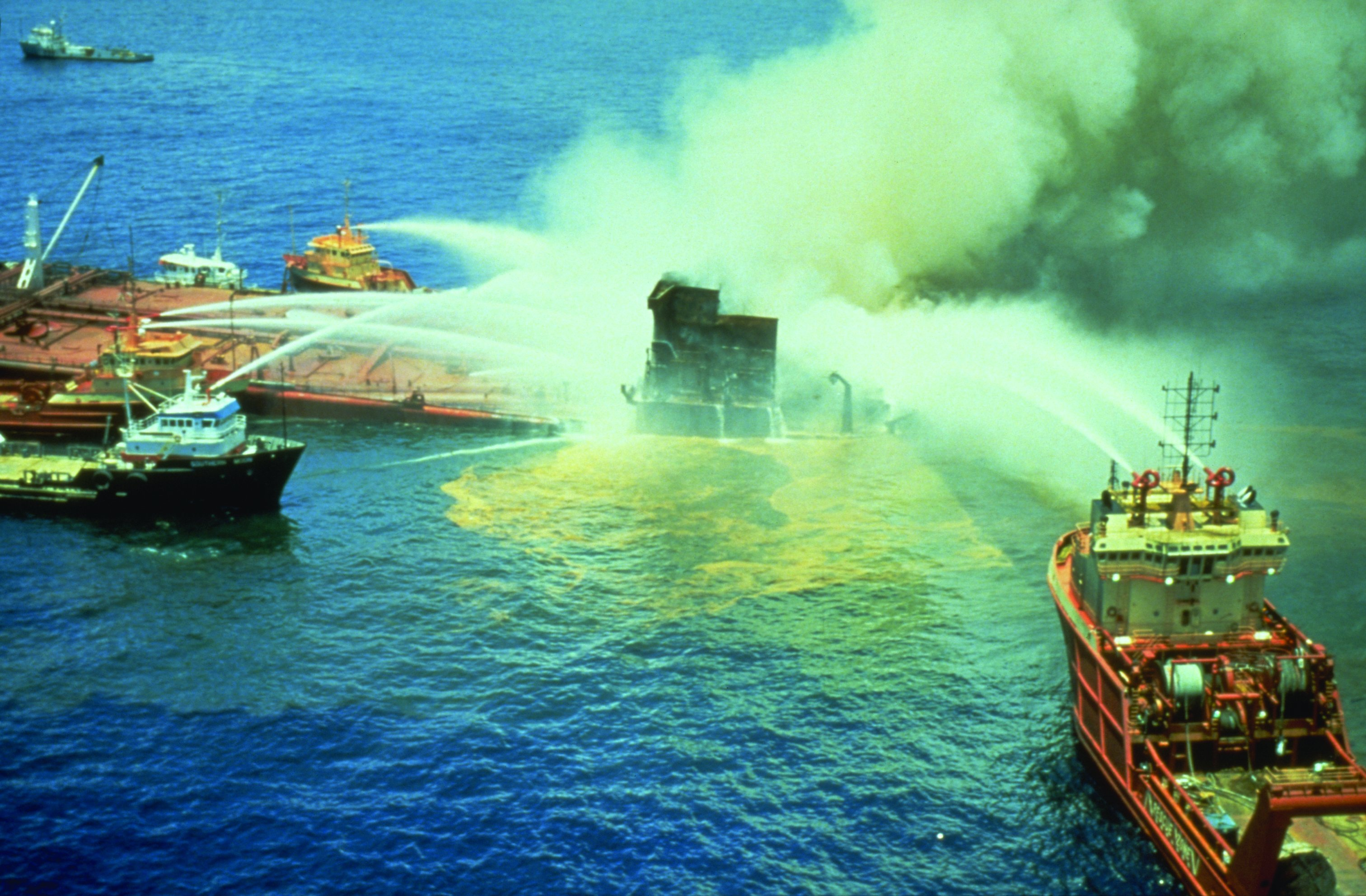
Löscharbeiten nach dem Unglück

An der Unfallstelle wurde von norwegischen Experten das Öl zu einem geringen Teil abgeschöpft, wozu auch Sperren eingesetzt wurden. Auf von der Unfallstelle weggetriebenem Öl wurde auf einer Fläche von 2800 km² mit Flugzeugen der Dispergator Corexit 9527 ausgebracht. Nach Angaben von PEMEX verbrannte die Hälfte des ausgetretenen Öls, ein Drittel verdunstete und der Rest wurde abgeschöpft oder dispergiert. Dennoch erreichten relativ geringe Anteile der ausgetretenen Gesamtmenge die Küsten der mexikanischen Bundesstaaten Campeche, Tabasco, Veracruz und Tamaulipas, und mit der vorherrschend nordwärts gerichteten Strömung ab 6. August 1979 schließlich auch die des US-Bundesstaats Texas. Hier hatte man in den zur Verfügung stehenden zwei Monaten Vorwarnzeit umfangreiche Vorbereitungen gegen das inzwischen stark verwitterte Öl getroffen. Die Festlandsküste und die Lagune hinter der vorgelagerten Inselkette wurden durch Ölsperren und Absauger in den Durchlässen zwischen den Inseln abgesichert, der Cedar Bayou wurde durch Aufschütten von Sand geschlossen. Auf den Inseln mussten jedoch hauptsächlich mit Schaufeln und Rechen mehr als 7500 Kubikmeter veröltes Material von den Stränden entfernt werden.

## Folgen
Die Population von Vögeln und Meerestieren wurde stellenweise stark dezimiert und konnte sich auch nur schleppend wieder erholen. Der Tourismus an der texanischen Küste brach kurzzeitig um rund 60 % ein. Obwohl das staatliche Unternehmen PEMEX für die Katastrophe verantwortlich war, lehnte die mexikanische Regierung jegliche Übernahme von Schadensersatz für Kosten auf amerikanischer Seite ab.